# ويليام ديفيد نولز
ويليام ديفيد نولز هو سياسي كندي، ولد في 16 فبراير 1908، وتوفي في 23 نوفمبر 2000. حزبياً، نشط في الحزب الكندي التقدمي المحافظ. وقد انتخب عضو مجلس العموم الكندي.